# Pataxó Hãhãhãe
Pataxó Hãhãhãe (Pataxó Hã-Hã-Hãe, Pataxó-Hãhãhãe, Hahahãi), pleme američkih Indijanaca naseljeno u brazilskoj državi Bahia na općinama Pau Brasil Camacã i Itaju da Colônia. Jezično nisu klasificirani. Svoj jezik su zaboravili i danas se služe portugalskim. Pataxó Hãhãhãe su uspjeli preživjeti istrebljivački rat i proces akulturacije, a borba za zemlju sa susjednim naseljenicima ne jenjava ni danas. Populacija im iznosi 2,950 (1995 AMTB).